# Парагуари
Парагуари (исп. Paraguarí) — город и округ в Парагвае, административный центр одноимённого департамента.

## История
Город был основан в 1775 году Агустином Фернандо-де-Пинедо.

## География
Расположен в 66 км от столицы страны, города Асунсьон. К северу от города располагается хребет Альтос-Кордильера. Парагуари окружён холмами Саинт-Томас, Серро-Перо и Серро-Портеньо. Среднегодовая температура в районе города составляет 21°С.

## Население
По данным переписи 2002 года население округа составляет 22 154 человека, из которых 11 053 человека — мужчины и 11 101 человек — женщины.

## Экономика
Экономика округа основана на скотоводстве, промышленность практически отсутствует. Осуществляется добыча гранита и каолина.